# 松浦伊平
松浦 伊平（まつうら いへい、1890年（明治23年）1月17日 - 1971年（昭和46年）3月21日）は、日本の実業家、政治家。衆議院議員（2期）。幼名・浜吉。

## 経歴
香川県阿野郡青海村（綾歌郡松山村を経て現坂出市大屋冨町）出身。林田高等小学校を卒業し、家業を手伝い、土木請負業「松浦組」を設立して社長に就任。松山村議、同村長、香川県議、同副議長などを経て、1937年の第20回衆議院議員総選挙において香川2区(当時)から立憲政友会公認で立候補して当選した。1939年の政友会分裂に際しては久原房之助や鳩山一郎とともに正統派に所属した。政友会正統派内は鳩山・三土忠造・安藤正純ら鳩山系の議員が多かったが松浦は岡田忠彦・津雲国利・肥田琢司・西村茂生・東条貞らとともに久原系の議員とみなされた。続く1942年の第21回衆議院議員総選挙では翼賛政治体制協議会の推薦を受けて当選。戦後は旧政友会正統派の大半を占める鳩山系の議員が結党に参加した日本自由党にも、大日本政治会を母胎としながらも政友会正統派の議員が鳩山系・久原系ともに殆ど結党に参加しなかった日本進歩党にも参加せず、岡田・津雲・肥田・西村・東条ら旧政友会正統派内の他の久原系の議員とともに院内会派・無所属倶楽部の結成に参加した。だが戦時中の翼賛選挙で推薦候補だったため公職追放となった。追放解除後の1952年の総選挙と1953年の総選挙に続けて立候補したが落選した。
香川県農業会長、同県農業協力会長に就任し、農業基盤整備に尽力した。1971年死亡。

## 親族
- 弟 松浦薫（衆議院議員、坂出市長）[3]